# Pierre l’Hermet de Caila
Freiherr Pierre l’Hermet de Caila (* 10. November 1672 in Hippolite; † 4. März 1744 in Chemnitz) war königlich-polnischer und kurfürstlich-sächsischer Generalmajor.
Er entstammt der Familie der Freiherren von Caila, die aus der französischen Provinz Languedoc stammen. Seine Eltern waren Jacob l’Hermet und dessen Ehefrau Johanna von Mosel. Sein Vater war Herr auf Caila, Lagontine und Bataube.
Er trat in kursächsische Dienste und wurde im April 1694 Leutnant der Garde, wo er in die Kompanie des Hauptmanns Hildebrand kam. 1702 wurde er selber Hauptmann, dann Brigade-Major und am 10. November 1710 wirklicher Major der Garde. Am 28. Juni 1717 wurde er zum Oberstleutnant und am 9. April 1728 wurde er zum Oberst befördert dazu erhielt er das Infanterie-Regiment des Oberst Pflug. Am 30. Dezember 1740 wurde er zum Generalmajor ernannt, musste aber sein Regiment dem Oberstleutnant Niesemeuchel übergeben.
Er kämpfte im Ersten Schlesischen Krieg in Böhmen und Mähren und wurde vom König am 10. Juni 1741 in den Freiherrenstand erhoben. Der Generalmajor starb am 4. März 1744 in seinem Standquartier Chemnitz.

## Familie
Caila heiratete am 2. April 1702 in Budissin Susanne Eleonore von Schachmann (* 4. Februar 1676; † 16. Juni 1709) aus dem Haus Gora und Neundorf. Das Paar hatte sechs Kinder, die alle jung starben. Nach dem Tod seiner ersten Frau heiratete er am 22. Januar 1715 Johann Eleonore von Rackel, eine Tochter des Moritz von Rakel und Johanna Eleonore, geb. von Zetzschwitz. Auch mit ihr hatte er sechs Kinder, darunter:
- Pierre Ernst († 1772 in Berlin)[4] ⚭ 1746 Johanne Sophie Erdmuthe von Klüx aus dem Haus Mittelherwigsdorf (* 1720)

Sein Enkel Ernst Gottlob (* April 1751; † 1824) wurde Kommandant der Stadtmiliz in Danzig.